# Chi Trám
Chi Trám (danh pháp khoa học: Canarium) là một chi các loài cây thân gỗ trong họ Burseraceae, có nguồn gốc ở vùng nhiệt đới châu Phi và Nam Á, từ miền nam Nigeria về phía đông tới Madagascar, Mauritius, Ấn Độ, miền nam Trung Quốc và Philipin. Chúng là các loại cây thường xanh thân gỗ lớn cao tới 40–50 m, với các lá mọc đối hình chân chim.

## Sử dụng
Một số loài có quả ăn được, gọi là quả trám. C. indicum và C. ovatum thuộc về số các loài cây có hạt quan trọng nhất ở miền đông Indonesia và miền tây nam Thái Bình Dương cũng như ở Philipin. Các loài khác, quan trọng nhất là C. luzonicum, sản xuất ra nhựa gọi là dầu trám.
Canarium odontophyllum là loài trám có quả ngon và bổ dưỡng có hương vị như quả lê tàu. Cùi thịt của nó ăn được sau khi ngâm vào nước ấm. Còn có thể làm món nham trám. Quả chứa protein, lipid và các cacbohyđrat, làm cho nó trở thành một loại quả có giá trị. Nó được đưa từ Borneo vào Queensland, Australia.

## Tên gọi
Tên chi Canarium có nguồn gốc từ ngữ hệ Nam Á, người Nam bộ gọi trám là cà na, người Khmer gọi là kana, người Mã Lai gọi là kanari. Để vinh danh ngữ hệ Nam Á, chi Canarium cũng có thể gọi là chi cà na.
Hai loài Canarium album và Canarium tramdenum (trám trắng và trám đen) là hai loài cây Nam Á, có một số điểm đặc biệt khác với những loài còn lại ở các chi tiết: lá, hoa và quả. Quả hai loài cây này rất giống hai loại quả ôliu (Olea europaea) của Nam Âu. Từ ngữ tiếng Anh bao hàm sự so sánh này: trám trắng được gọi là Chinese white olive (trám trắng Trung Quốc) và trám đen, Chinese black olive (trám đen Trung Quốc).

## Các loài

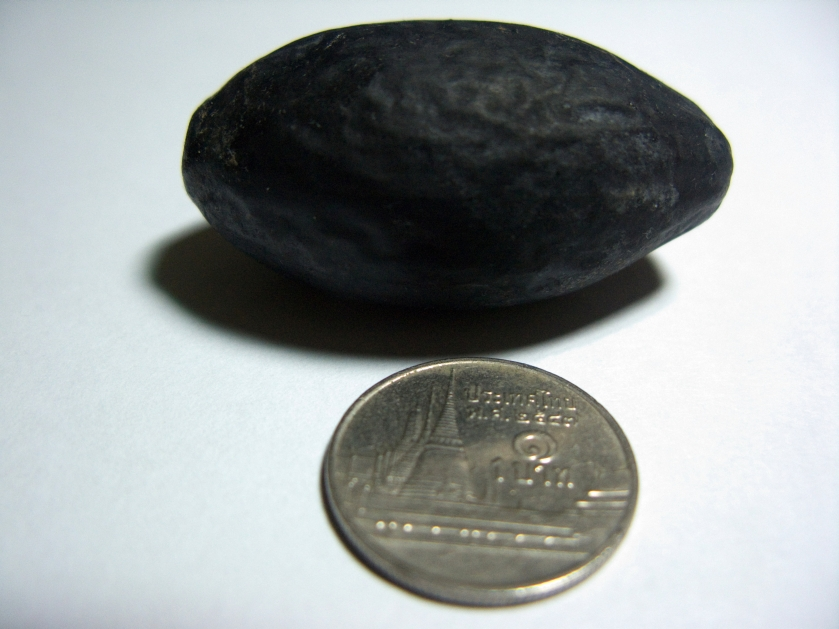
Trái trám đen tươi.

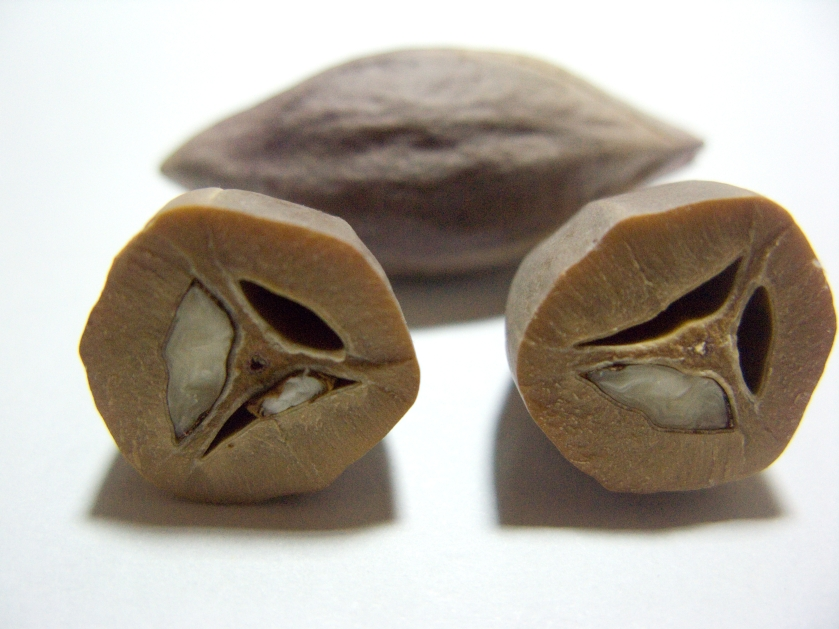
Hạt và bên trong hạt trám đen.

- Canarium album (hay C. tonkinense, Pimela alba) - Cà na, trám trắng
- Canarium bengalense - Trám Bengal, trám vuông
- Canarium decumanum
- Canarium denticulatum
- Canarium euphyllum
- Canarium harveyi
- Canarium hirsutum
- Canarium indicum (hay C. amboinense, C. commune, C. mehenbethene, C. moluccanum) - Hạnh Java
- Canarium kerii
- Canarium littorale (hay C. rufum) - Trám hồng
- Canarium luzonicum (hay C. album, C. commune, C. oliganthum, C. polyanthum, C. triandrum, Pimela luzonica)- Trám dầu
- Canarium madagascariense
- Canarium manii
- Canarium mehenbethene
- Canarium muelleri
- Canarium odontophyllum
- Canarium ovatum (hay C. pachyphyllum, C. melioides)
- Canarium paniculatum
- Canarium patentinervium
- Canarium pilosum
- Canarium pimela
- Canarium pseudosumatranum
- Canarium salomonense
- Canarium schweinfurthii (hay C. chevalieri, C. velutinum) -Trám châu Phi
- Canarium solo
- Canarium strictum
- Canarium sumatranum
- Canarium sylvestre
- Canarium tramdenum (hay C. pimela, C. nigrum) - Trám đen
- Canarium vrieseanum
- Canarium vulgare (hay C. commune)
- Canarium zeylanicum